# Vapor de la O
El Vapor de la O és el nom donat, temps enrere, al primer edifici de l'empresa Indústries Casablancas, S.A. de Sabadell per haver-hi, a la reixa que coronava la portalada de la fàbrica, un rosetó circular on constava l'any de la construcció.

## La reixa del Vapor de la O (1863)[2]
Entre les instal·lacions fabrils més populars i de més anomenada de Sabadell es troba el Vapor de la O. La reixa que donava la benvinguda a la fàbrica és una peça ja desapareguda, tot i que se'n coneix el seu disseny perquè es conserva el dibuix de la porta de l'entrada. Aquesta portalada fou projectada pel mestre d'obres Joan Caballé i Fàbregas i el disseny és d'estil neoclàssic, característic i propi de l'època.
La geometria de la reixa de la porta té forma de mig punt, les línies són senzilles i austeres i, tot i que no hi ha enfarfegament de motius diversos, tan freqüent en altres construccions, no li manca elegància. El conjunt de cercles concèntrics fins a la fixació de la data en el cercle central és com un mandala que obliga a dirigir-hi la mirada; això és, sense cap mena de dubte, un encert del disseny que, com en altres reixes, continua fent que el motiu central sigui el determinant del desenvolupament de tot l'entorn de la decoració.
L'execució, de forja, no presenta cap dificultat digna de ser destacada; la mida de les peces, de grans dimensions, que cobreixen amplis espais, facilita la construcció. Les unions són soldades amb forja i martell i la unió dels conjunts per mitjà de reblons.
Aquesta reixa va ser traspassada, des de la seva infantesa, per un dels més il·lustres i universals sabadellencs, Ferran Casablancas i Planell, i que a les naus on s'entrava per la porta coronada per la reixa de la O, va créixer, enginyà i experimentà els mecanismes que, amb la seva imaginació i el seu esperit d'observació, el dugueren més endavant a solucionar els problemes tècnics de l'estiratge de la filatura del cotó, anomenat gran estiratge, divulgat i emprat arreu del món.